# Valentini
Los valentini fueron una antigua tribu de Cerdeña.

## Historia
Descrito este antiguo pueblo por Ptolomeo (III, 3), los valentini habitaban al sur de otros pueblos, los scapitani y los siculensi y al norte de los solcitani y los noritani.
Su ciudad principal fue Valentia, la actual Nuragus.